# 7215-ös mellékút (Magyarország)
A 7215-ös számú mellékút egy négy számjegyű mellékút Veszprém vármegye keleti részén; Balatonfűzfő és Balatonkenese, illetve Berhida és Várpalota térségét kapcsolja össze Papkeszin keresztül; utóbbi település belterületének egyedüli megközelítési útvonala.

## Nyomvonala
A 7213-as útból ágazik ki, annak majdnem pontosan a negyedik kilométerénél, Papkeszi külterületén, északkelet felé, a fő iránya ez is marad. 200 méter után csomópont nélküli felüljárón halad el a 710-es főút fölött, amely itt a 11+200-as kilométerszelvénye táján jár. Alig 500 méter után éri el Papkeszi első házait, ott először Fő utca, majd egy irányváltás után Kossuth Lajos utca, egy újabb irányváltástól kezdve pedig a Vasút utca nevet viseli; a Sédet és egy egyik mellékágát már ezen a néven keresztezi, bő két kilométer megtételét követően.
3. kilométere előtt éri el Felsőmajor településrészt, majd 3,6 kilométer után keresztezi a MÁV 27-es számú Lepsény–Veszprém-vasútvonalát; közvetlenül előtte kiágazik belőle nyugat-északnyugat felé az alig 200 méteres hosszúságú 72 315-ös út, Papkeszi vasútállomás felé. Az állomásról egy iparvágány kanyarodik az út mellé, azzal ettől kezdve szorosan egymás mellett haladnak. 4,3 kilométer után éri el a Colorchemia lakótelepet, ott egy keletre kiágazó iparvágány keresztezi is az úttestet (ez valószínűleg az azonos nevű ipari parkot szolgálja ki), de a fő iparvágány továbbhalad az úttal párhuzamosan, a telep házai előtt.
A telep északi szélén, 4,8 kilométer után az út eléri Papkeszi, Vilonya és Berhida hármashatárát, ettől kezdve e két utóbbi település határvonalát követve húzódik. Így is ér véget, a 7202-es útba torkollva, annak 25+900-as kilométerszelvényénél. Teljes hossza, az országos közutak térképes nyilvántartását szolgáló kira.gov.hu adatbázisa szerint 5,365 kilométer. Az iparvágány továbbhalad Berhida Peremarton városrésze felé, ahova az út folytatásaként – a betorkolláshoz képest kicsit keletebbre, már teljesen berhidai területen – önkormányzati utak indulnak, amelyek a peremartoni városrészbe vezetnek.

## Települések az út mentén
- Papkeszi
- Berhida
- (Vilonya)